# اونی پارون
اونی پارون (انگلیسی: Onny Parun؛ زاده ۱۵ آوریل ۱۹۴۷) یک تنیس‌باز اهل نیوزیلند است.